# Wancerzów
Wancerzów – wieś w Polsce położona w województwie śląskim, w powiecie częstochowskim, w gminie Mstów. Bezpośrednio graniczy z gminnym Mstowem.
Do 1952 roku miejscowość była siedzibą gminy Wancerzów. W latach 1975–1998 miejscowość administracyjnie należała do województwa częstochowskiego.
Na terenie miejscowości znajduje się pochodzący z przełomu XIV i XV wieku klasztor kanoników regularnych. Na południe od miejscowości przepływa Warta.
Z Wancerzowa pochodzi Janusz Maciej Hereźniak (ur. 1935), polski biolog, botanik (zm. 2016)